# مستر 2
(مستر 2) بون كلاي شخصية خياليه في سلسلة أنمي ومانجا ون بيس وهو راقص باليه متوسط القامة لدية شعر اسود ويرتدي معطف زهري ويستخدم رؤوس البجعة كـ سلاح له وكان أحد أعضاء شركة الباروك تحت قيادة الشيتشيبوكاي السابق ( كروكودايل ).

## فاكهة الشيطان
أكل مستر 2 فاكهة الشيطان من نوع باراميسيا واسمها ماني ماني نومي والتي تعني الإستنساخ حيث يستطيع أن يتشكل بصورة أي شخص من يلمسه فقط .

## روابط خارجية
- تقرير عن بون كلاي مستر 2